# Jeffrey Combs
 (octobre 2019).
Si vous disposez d'ouvrages ou d'articles de référence ou si vous connaissez des sites web de qualité traitant du thème abordé ici, merci de compléter l'article en donnant les références utiles à sa vérifiabilité et en les liant à la section « Notes et références ».
Pour les articles homonymes, voir Combs.
Jeffrey Combs, né le 9 septembre 1954, à Oxnard, en Californie, est un acteur américain. 

## Biographie
Jeffrey Combs s'est fait d'abord connaître au cinéma dans des films « gore » tels que Re-Animator en 1985 de Stuart Gordon, puis dans Aux portes de l'au-delà (From Beyond) en 1986.
À la télévision, il est l'un des acteurs ayant interprété le plus de rôles différents dans les différentes séries de Star Trek modernes. Il fut le seul à jouer deux personnages différents n'ayant aucun rapport dans un même épisode (Weyoun et Brunt). Il avait été pressenti pour le rôle de William Riker dans Star Trek : La Nouvelle Génération.
En 1997, il est choisi par le réalisateur néo-zélandais Peter Jackson dans Fantômes contre fantômes produit par Robert Zemeckis dans lequel il joue un agent du FBI gominé et déjanté face à Michael J. Fox. Il prête également sa voix au personnage de DC Comics Jonathan Crane / Scarecrow dans un épisode de la série d'animation The New Batman Adventures. Il reprend le personnage en 2003 pour les besoins du jeu vidéo  Batman: Rise of Sin Tzu.
De 2004 à 2006, il prête sa voix au personnage de DC Comics Vic Sage / The Question dans la série d'animation Justice League. 
De 2005 à 2007, il joue le personnage récurrent de Kevin Burkhoff dans la série Les 4400.
En 2017, il prête sa voix au personnage de DC Comics Brainiac dans le jeu de combat Injustice 2.
En 2018, il reprend le rôle de Vic Sage / The Question dans le film d'animation Scooby-Doo et Batman : L'Alliance des héros (Scooby-Doo! & Batman: The Brave and the Bold) ainsi que celui de Jonathan Crane / Scarecrow dans le jeu vidéo Lego DC Super-Vilains,.

## Filmographie

### Cinéma

#### Films
- 1981 : Honky Tonk Freeway de John Schlesinger : le narrateur du drive-in
- 1981 : C'est ma vie, après tout ! (Whose Life Is It Anyway?) de John Badham : l'interne en 1re année
- 1983 : Horror Star de Norman Thaddeus Vane (en) : Stu
- 1983 : L'Homme aux deux cerveaux (The Man with Two Brains) de Carl Reiner : Dr Jones
- 1985 : Re-Animator de Stuart Gordon : Herbert West
- 1986 : Aux portes de l'au-delà (From Beyond) de Stuart Gordon : Crawford Tillinghast
- 1987 : Cyclone de Fred Olen Ray : Rick Davenport
- 1987 : Cellar Dweller (en) de John Carl Buechler : Colin Childress
- 1988 : Dead Man Walking de Gregory Dark : Chaz
- 1989 : The Phantom Empire de Fred Olen Ray : Andrew Paris
- 1990 : Re-Animator 2 (Bride of Re-Animator) de Brian Yuzna : Herbert West
- 1990 : Robot Jox (ou Les Gladiateurs de l'apocalypse) de Stuart Gordon : Prole 1er
- 1991 : Death Falls de June Samson : Lonnie Hawks
- 1991 : Mutronics (Guyver) de Screaming Mad George (en) et Steve Wang (en) : docteur East
- 1991 : Future Cop 2 (en) (Trancers II) de Charles Band : Dr Pyle
- 1992 : Doctor Mordrid (en) de Albert Band et Charles Band : Dr Mordrid
- 1992 : Fortress de Stuart Gordon : D-Day (jour-J)
- 1993 : Necronomicon de Christophe Gans, Shūsuke Kaneko et Brian Yuzna : H.P. Lovecraft
- 1994 : Lurking Fear (en) de C. Courtney Joyner (en) : Dr Haggis
- 1994 : L'Amour et un 45 (Love and a .45) de C.M. Talkington : Dinosaur Bob
- 1994 : Felony de David A. Prior : Bill Knight
- 1995 : Dillinger et Capone de Jon Purdy : Gilroy
- 1995 : Castle Freak de Stuart Gordon : John Reilly
- 1995 : Cyberstalker de Christopher Romero : Andy Coberman
- 1996 : Aliens: Ride at the Speed of Fright (court métrage) : Hyer
- 1996 : Fantômes contre fantômes (The Frighteners, titre québécois Chasseurs de fantômes) de Peter Jackson : Milton Dammers
- 1997 : Snide and Prejudice (en) de Philippe Mora : Therapist Meissner
- 1997 : Time Tracers de Bret McCormick : Dr Carrington
- 1998 : Caught Up (en) de Darin Scott : garde de la Sécurité
- 1998 : Spoiler (en) de Jeff Burr : capitaine
- 1998 : Souviens-toi... l'été dernier 2 (I Still Know What You Did Last Summer, titre québécois L'autre pacte du silence) de : M.. Brooks
- 1999 : La Maison de l'horreur (House on Haunted Hill, titre québécois La Maison de la colline hantée) de William Malone : Dr Richard Benjamin Vannacutt
- 2000 : Faust (Faust: Love of the Damned) de Brian Yuzna : Lt. Dan Margolies
- 2001 : The Attic Expeditions (en) de Jeremy Kasten (en) : Dr Ek
- 2002 : Terreur.point.com (FeardotCom, titre québécois Terreur point com) de William Malone : Sykes
- 2002 : Invisible Ennemi (Contagion) de John Murlowski : Brown
- 2003 : Beyond Re-Animator de Brian Yuzna : Dr Herbert West
- 2005 : All Souls Day: Dia de los Muertos (en) de Jeremy Kasten (en) : Thomas White
- 2005 : Edmon de Stuart Gordon : Desk Clerk
- 2006 : Satanic (en) de Dan Golden (en) : détective Joyner
- 2006 : Abominable de Ryan Schifrin : Buddy
- 2007 : The Attackmen de Topher Straus : M. Simms
- 2007 : Le Sorcier macabre (The Wizard of Gore) de Jeremy Kasten (en) : le geek
- 2007 : Stuck de Stuart Gordon : Opérateur du 911 (voix)
- 2008 : Parasomnia (en) de William Malone : détective Garrett
- 2009 : Dark House de Darin Scott : Walston
- 2010 : The United Monster Talent Agency de Gregory Nicotero : Wolfman Cameraman
- 2010 : Urgency de Kantz : Summer
- 2012 : Les Sorcières d'Oz de Leigh Slawner : Frank
- 2012 : La Nuit des morts vivants : Re-Animation de Jeff Broadstreet : Harrold Tovar
- 2012 : Would You Rather de David Guy Levy : Shepard Lambrick
- 2012 : Elf-Man (en) de Ethan Wiley : Mickey
- 2013 : Favor de Paul Osborne : Tad Harrison
- 2013 : Motivational Growth de Don Thacker : The Mold (voix)
- 2013 : The Penny Dreadful Picture Show de Nick Everhart, Leigh Scott et Eliza Swenson : Brady
- 2014 : Suburban Gothic (en) de Richard Bates Jr. (en) : docteur Carpenter
- 2015 : Art School of Horrors de Thijs Bazelmans : Olmstead
- 2019 : Holiday Hell de Jeremy Berg, David Burns, Jeff Ferrell et Jeff Vigil : The Shopkeeper

#### Films d'animation
- 1999 : Poseidon's Fury: Escape from the Lost City : Lord Darkennon (court métrage)
- 2013 : Transformers Prime Beast Hunters: Predacons Rising : Ratchet
- 2017 : Howard Lovecraft and the Undersea Kingdom (en) : King Abdul
- 2018 : Scooby-Doo et Batman : L'Alliance des héros (Scooby-Doo! & Batman: The Brave and the Bold) : Vic Sage / The Question
- 2024 : Watchmen Chapitre 1 : Edgar Jacobi

### Vidéofilms
- 1991 : Le Puits et le Pendule (The Pit and the Pendulum de Stuart Gordon : Francisco
- 2006 : Blackwater Valley Exorcism de Ethan Wiley : le shérif
- 2007 : Brutal de Ethan Wiley : Shérif Jimmy Fleck
- 2007 : Retour à la maison de l'horreur (Return to House on Haunted Hill) de Víctor García : Dr Vannacutt
- 2010 : American Bandits: Frank and Jesse James de Fred Olen Ray : Ed Bass
- 2014 : Beethoven et le Trésor des pirates (Beethoven's Treasure) de Ron Oliver : Fritz Bruchschnauser / Howard Belch

### Télévision (sélection)

#### Téléfilms
- 1983 : The Skin of Our Teeth de Jack O'Brien : Henry Antrobus
- 1996 : Norma Jean & Marilyn de Tim Fywell : Montgomery Clift
- 2005 : Sharkman (Hammerhead: Shark Frenzy) de Michael Oblowitz : Dr Preston King
- 2006 : Voodoo Moon de Kevin VanHook : Frank Taggert
- 2009 : Witches (The Dunwich Horror) de Leigh Scott : Wilbur

#### Séries télévisées
- 1994-1999 : Star Trek : Deep Space Nine : Weyoun, le client dans le salon de Vic et Brunt (32 épisodes)
- 2000 : Star Trek : Voyager : Penk  (épisode Tsunkatse)
- 2001-2005 : Star Trek : Enterprise : Commandeur Shran (10 épisodes)
- 2003 : Les Experts : Docteur Sterling (saison 4, épisode 6)
- 2006 : Les Maîtres de l'horreur : Edgar Allan Poe (saison 2, épisode 10)
- 2005-2007 : Les 4400 (The 4400) : Kevin Burkhoff  (15 épisodes)
- 2007-2008 : Cold Case : Affaires classées : le père alcoolique de Tamira (épisode 13 saison 5)
- 2010 : Chadam : Viceroy  (6 épisodes)
- 2015 : Gotham : Responsable administratif du centre de chirurgie (2 épisodes)
- 2017 : Stan Against Evil (en) : Impish man (1 épisode)
- 2019 : Creepshow : Reinhard (1 épisode)

#### Séries d'animation
- 1997 : Batman (The New Batman Adventures) : Jonathan Crane / Scarecrow (1 épisode)
- 2004-2006 : La Ligue des justiciers (Justice League) : Vic Sage / Question et Dr Moon (5 épisodes)
- 2004-2006 : Mega Robot Super Singes Hyperforce Go !  : Gyrus Krinkle (2 épisodes)
- 2010-2012 : Avengers : L'Équipe des super-héros (The Avengers: Earth's Mightiest Heroes) : Samuel Sterns / Leader (5 épisodes)
- 2010-2013 : Transformers: Prime : Ratchet (56 épisodes)
- 2012-2016 : Les Tortues Ninja (Teenage Mutant Ninja Turtles) :  Dr Victor Falco / le Roi des rats (4 épisodes)
- 2016-2017 : Transformers Robots in Disguise : Mission secrète : Ratchet (4 épisodes)
- depuis 2021 : Star Trek: Lower Decks : AGIMUS (2 épisodes - en cours)

#### Ludographie
- 2001 : Star Trek: Deep Space Nine - Dominion Wars : Weyoun
- 2003 : Batman: Rise of Sin Tzu : Jonathan Crane / Scarecrow
- 2003 : Star Trek: Elite Force II : Commander Suldok
- 2017 : Injustice 2 : Brainiac
- 2018 : Lego DC Super-Vilains : Jonathan Crane / Scarecrow

## Distinctions

### Récompenses
- Fangoria Chainsaw Awards 1991 : Lauréat du Trophée Fangoria Horror Hall of Fame.
- 1997 : Fangoria Chainsaw Awards du meilleur acteur dans un second rôle dans une comédie d'horreur pour Fantômes contre fantômes (The Frighteners (1996).
- Phoenix International Horror & Sci-Fi Film Festival 2008 : Lauréat du Trophée Hall of Fame.
- 2019 : Seattle Film festival du meilleur acteur dans un film d'horreur pour Holiday Hell (2019).

### Nominations
- 17e cérémonie des Saturn Awards 1991 : Meilleur acteur dans un second rôle dans une comédie d'horreur pour Re-Animator 2 (Bride of Re-Animator) (1990).
- 23e cérémonie des Saturn Awards 1997 : Meilleur acteur dans un second rôle dans une comédie d'horreur pour Fantômes contre fantômes (The Frighteners (1996).
- 2013 : BTVA Television Voice Acting Awards de la meilleure performance vocale pour l'ensemble de la distribution dans une série télévisée d'animation pour Transformers: Prime (2010-2013) partagé avec Peter Cullen, Sumalee Montano, Kevin Michael Richardson, Josh Keaton, Tania Gunadi, Andy Pessoa, Frank Welker, Nolan North, Daran Norris, James Horan, Ernie Hudson, Gina Torres, Markie Post et David Kaye.